# Nati nel 1426
| Questa pagina contiene informazioni ricavate automaticamente dalle voci biografiche con l'ausilio del template Bio e di un bot. L'aggiornamento è periodico e automatico e ricostruisce completamente la pagina. Se manca una persona in questa lista, sei pregato di non aggiungerla, ma accertati piuttosto che la sua voce biografica contenga il template Bio e che i dati anagrafici siano correttamente compilati. Se il template Bio manca, inseriscilo tu stesso o, in alternativa, metti l'avviso {{tmp\|Bio}} che ne segnala la mancanza. Se i dati riportati sono sbagliati, correggi direttamente la voce biografica; le modifiche saranno visibili in questa lista entro pochi giorni. Per chiarimenti vedi il progetto biografie. La lista contiene solo le 20 persone che sono citate nell'enciclopedia e per le quali è stato implementato correttamente il template Bio. Pagina aggiornata al 10 lug 2025. |

- 18 gennaio - Cecilia Gonzaga, nobildonna e religiosa († 1451)
- 19 aprile - Piero da Vinci, italiano († 1504)
- 22 maggio - Alamanno Rinuccini, umanista italiano († 1499)
- 13 luglio - Anne de Beauchamp, XVI contessa di Warwick, nobile († 1492)
- 19 settembre - Maria di Clèves, duchessa († 1487)
- 11 novembre - Cosimo Migliorati, letterato italiano
- Giovanni Arcimboldi, cardinale e arcivescovo cattolico italiano († 1488)
- Giovanni II di Borbone, duca († 1488)
- Pietro Capretto, presbitero, letterato e poeta italiano († 1504)
- Giacomo II Crispo, duca († 1447)
- Cristiano I di Danimarca, re danese († 1481)
- Angelo Fasolo, vescovo cattolico italiano († 1490)
- Gianmario Filelfo, umanista italiano († 1480)
- Maso Finiguerra, incisore italiano († 1464)
- Giovanni Garbagnate, italiano († 1482)
- Giovanni Liccio, religioso italiano († 1511)
- Pallavicino Pallavicini, condottiero e politico italiano († 1486)
- Lorenzo Spirito Gualtieri, poeta, umanista e militare italiano († 1496)
- Isabella Stuart, principessa scozzese († 1494)
- Filippo de' Medici, arcivescovo cattolico italiano († 1474)